# The Fog (pel·lícula de 1923)
The Fog és una pel·lícula muda de la Metro Pictures dirigida per Paul Powell i protagonitzada per Mildred Harris i Cullen Landis. Basada en novel·la homònima de William Dudley Pelley, la pel·lícula es va estrenar el 18 de juny de 1923. Es considera una pel·lícula perduda.

## Argument
Nathan Forge és el romàntic fill d'un cruel home de negocis. Un dia publica en un diari local un poema sobre una noia amb la que una vegada va fer amistat. La noia, estudiant d’una escola propera, llegeix el poema i es reconeix a si mateixa. Passen els anys i Nathan passa per diverses dificultats, incloses un matrimoni infeliç, una estada a la presó i la guerra. Finalment, estant a Sibèria treballant per a la Creu Roja Internacional, retroba la noia del poema i aconsegueix la felicitat.

## Repartiment
- Cullen Landis (Nathan Forge)
- Mildred Harris (Madelaine Theddon)
- Louise Fazenda (Millie Richards)
- Louise Dresser (Mrs. Theddon)
- Marjorie Prevost (Edith Forge)
- Ann May (Carol Gardner)
- Ethel Wales (Mrs. Forge)
- Ralph Lewis (Jonathan Forge)
- David Butler (Si Plumb)
- Frank Currier (Caleb Gridley)
- Eddie Phillips (Gordon Ruggles)
- Charles Anderson